# Galladé
Galladé est un village du Sénégal dans le département de Bakel, qui vit essentiellement de l'agriculture.
Galladé se trouve a 30 km de Bakel sur le long du fleuve Sénégal

## Histoire
Les Goundiam sont les premiers habitants du village, suivis des Dramé, dont la présence est justifiée par un dessein d’islamisation. En effet, les Goundiam d’origine étaient des animistes invétérés doués de pouvoirs mystiques incontestables. L’islam a pu pénétrer au village grâce à l’ancêtre des Dramé, qui avait pris serment d’allégeance, d’enseigner les principes de l’Islam aux habitants, qui en retour, lui assureront sa subsistance en vivres. Quant au reste des familles, elles ont vu le jour soit par captivité ancienne, soit par immigration en provenance du Mali..

## Vie socio-économique
L’agriculture reste la principale activité économique du village. Cependant s’il connaît l’autosuffisance alimentaire, c’est grâce à l’émigration. En effet, la France demeure le pays d’accueil principal des émigrés du village. Cette émigration a facilité la construction d’infrastructures de bases (écoles, infirmerie, mosquées, etc.).

## Les familles
La population du village de Galladé est estimée à 1150 habitants. Les jeunes représentent  plus de 70 % des habitants. Les familles principales de ce village sont les Goundiam (5), les Bathily(3), les Bâ (1), les Camara (3) les Dramé (2), les Coulibaly (5), les Dembélé (4), les Diarra (1),  les Konaté (2), les Koné (1),  les Cissé (1), les Soumaré (1), les Sidibé (2), les Diallo (1), les Sy (2), les Kanté (1), les Kobila (1), les Aïdara et les Fofana (1).